# تخریب خلاق

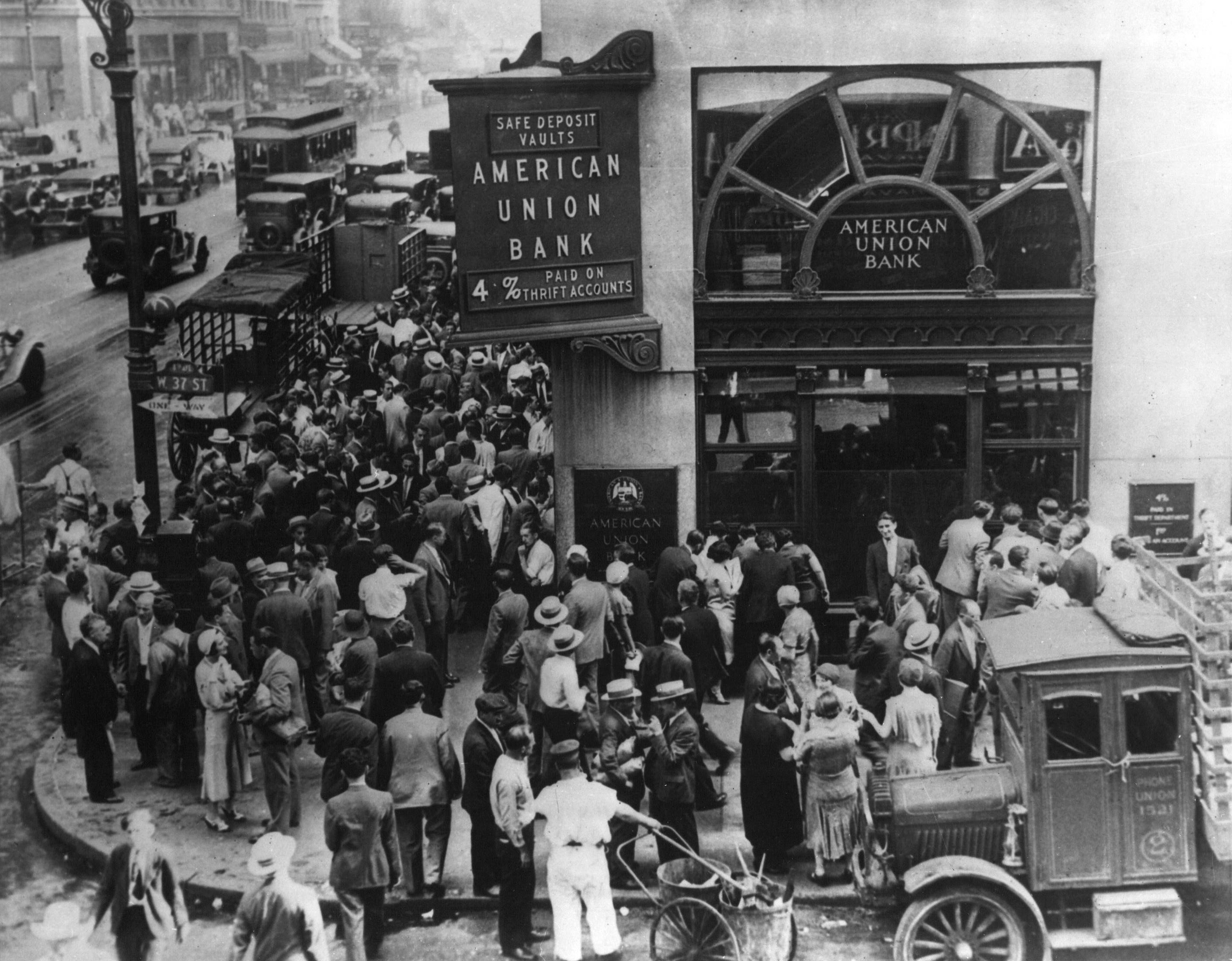
شلوغی در بانک اتحادیه آمریکا در نیویورک در طی یک بحران بانکداری در اوایل رکود بزرگ. مارکس اظهار داشت که کاهش ارزش ثروت در طول بحرانهای مالی دوره‌ای سرمایه‌داری نتیجه اجتناب ناپذیری از فرایندهای ایجاد ثروت بوده‌است.

تخریب خلاق (به آلمانی: schöpferische Zerstörung)، که گاه به عنوان طوفان شومپیتر شناخته می‌شود، مفهومی در اقتصاد است که در دهه ۱۹۵۰ توسط اقتصاددان اتریشی جوزف شومپیتر مطرح شد. شومپیتر این مفهوم را از نظریات کارل مارکس مشتق کرده و به عنوان یک تئوری در توضیح نوآوری اقتصادی و چرخه کسب‌وکار مطرح کرد.
به‌ گفته شومپیتر، «طوفان نابودی خلاق» «روند جهش صنعتی را توصیف می‌کند که بی‌وقفه ساختار اقتصادی را از درون انقلابی می‌کند، بی‌وقفه قدیمی را نابود می‌کند و یک جدید را ایجاد می‌کند». در نظریه اقتصادی مارکسی این مفهوم بیشتر به فرآیندهای مرتبط با تجمع و نابودی ثروت در سرمایه‌داری مربوط می‌شود.
جامعه‌شناس آلمانی ورنر سومبارت با اولین استفاده از این شرایط در کار خود Krieg UND Kapitalismus (جنگ و نظام سرمایه‌داری، ۱۹۱۳) معتبر شده‌است. با این حال، در کار قبلی مارکس، ایده نابودی خلاق یا نابودی (آلمانی: Vernichtung) دلالت بر این دارد که سرمایه‌داری نه تنها دستورهای اقتصادی قبلی را از بین می‌برد و مجدداً تنظیم می‌کند، بلکه باید بی‌وقفه از ثروت موجود (چه از طریق جنگ، سرپیچی یا از بین بردن) بی‌ارزش کند.
در کاپیتالیسم، سوسیالیسم و دموکراسی (۱۹۴۲)، جوزف شومپیتر با مطالعه دقیق تفکر مارکس (که به کل قسمت اول کتاب اختصاص داده شده‌است) این مفهوم را توسعه داد و در قسمت دوم استدلال کرد اینکه نیروهای خلاق- مخرب سرانجام توسط سرمایه‌داری رها شدند منجر به فروپاشی آن به عنوان یک سیستم می‌شود (به تصویر زیر مراجعه کنید). با وجود این، این اصطلاح متعاقباً محبوبیت خود را در اقتصاد اصلی به‌عنوان توصیف فرایندی از قبیل کاهش به‌منظور افزایش کارایی و پویایی یک شرکت به دست آورد. با این حال، استفاده از مارکسی‌ها در کار دانشمندان علوم اجتماعی مانند دیوید هاروی، مارشال برمن، مانوئل کاستلز و دانیل آرشیبیگی حفظ و توسعه یافته‌است.

## تاریخ

### در اندیشه مارکس
اگرچه اصطلاح مدرن «تخریب خلاق» به‌صراحت توسط مارکس به کار نمی‌رود، اما تا حدود زیادی از آنالیزهای وی ناشی می‌شود، به‌ویژه در کار ورنر سومبارت (که انگلس او را به‌عنوان تنها استاد آلمانی که سرمایه مارکس را درک کرده‌است توصیف می‌کند)، جوزف شومپیتر، که به‌طور گسترده در مورد منشأ ایده در کارهای مارکس بحث کرده‌است.

در مانیفست کمونیست سال ۱۸۴۸، کارل مارکس و فردریش انگلس گرایش‌های بحرانی سرمایه‌داری را از نظر «تخریب اجباری جمعی از نیروهای تولیدی» توصیف کردند: 
 جامعه بورژوازی مدرن، با روابط تولید، مبادله و دارایی، جامعه ای که چنین ابزار غول‌های تولید و مبادله ای را به وجود آورده‌است، مانند جادوگری است که دیگر قادر به کنترل قدرتهای جهان خنثی نیست که او توسط جادوهاش فراخوانده شده‌است... کافی است به بحران‌های تجاری اشاره کنیم که با بازگشت دوره‌ای آنها، کل جامعه بورژوایی را محاکمه می‌کنند، هر بار تهدیدآمیزتر در این بحران‌ها، بخش اعظم نه تنها تولید موجود، بلکه نیروهای تولیدی قبلاً ایجاد شده نیز بطور دوره ای از بین می‌روند. در این بحرانها، همه‌گیری رخ می‌دهد که در تمام دوران پیشین، پوچ به‌نظر می‌رسید - همه‌گیری تولید بیش از حد ناگهان جامعه خود را در وضعیتی از بربریت لحظه‌ای قرار می‌دهد. به نظر می‌رسد که قحطی و ویرانی جنگ جهانی عرضه همه وسایل معیشت را قطع کرده‌است. به نظر می‌رسد صنعت و تجارت از بین رفته‌اند؛ و چرا؟ از آنجا که تمدن بیش از حد وجود دارد، ابزارهای معیشت، صنعت و تجارت نیز بیش از حد وجود دارد. نیروهای تولیدی که در اختیار جامعه است دیگر تمایلی به پیشرفت شرایط مالکیت بورژوازی ندارند. در عوض، آنها برای این شرایط بسیار قدرتمند شده‌اند... و چگونه بورژوازی با این بحران‌ها کنار می‌آید؟ از یک طرف با تخریب اجباری جمعی از نیروهای تولیدی؛ از سوی دیگر، با فتح بازارهای جدید و بهره‌برداری کامل‌تر از بازارهای قدیمی؛ یعنی با هموار کردن راه برای بحران‌های گسترده‌تر و مخرب‌تر و با کم کردن وسایلی که از بروز بحران‌ها جلوگیری می‌شود. 

### سایر موارد استفاده اولیه

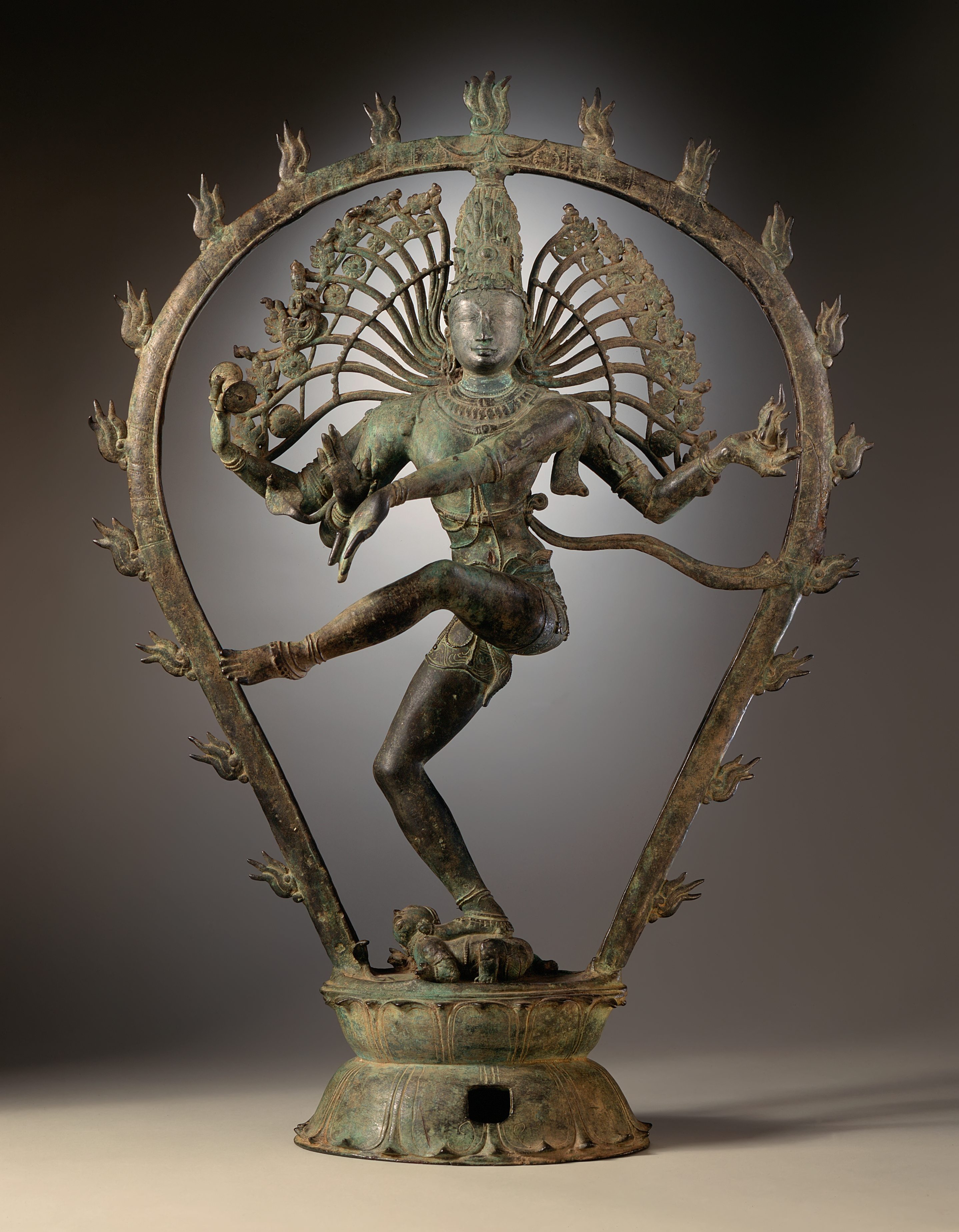
در هندوئیسم، خدای شیوا به‌طور همزمان ویرانگر و آفریننده است، به عنوان شیوا ناتاراجا (ارباب رقص) به تصویر کشیده شده‌است، که به عنوان منبع مفهوم غربی از «تخریب خلاق» پیشنهاد شده‌است.

در کتاب مبدا گونه‌ها، که در سال ۱۸۵۹ منتشر شد، چارلز داروین نوشت: «انقراض اشکال قدیمی، تقریباً نتیجه اجتناب ناپذیر تولید اشکال جدید است.» یک استثناء قابل توجه از این قاعده این است که چگونه انقراض دایناسورها تابش تطبیقی پستانداران را تسهیل کرد. در این حالت، ایجاد نه نتیجه، علت نابودی بود.

از لحاظ فلسفی، مفهوم «تخریب خلاق» نزدیک به مفهوم تغییر شکل هگل است. در گفتمان اقتصادی آلمان، از نوشته‌های مارکس توسط ورنر سومبارت، به ویژه در متن ۱۹۱۳ کریگ و کاپیتالالیسموس گرفته شده‌است: 
 هوگو راینرت اظهار داشته‌است که فرمول سومبارت از این مفهوم تحت تأثیر عرفان شرقی، به‌طور خاص تصویر خدای هندو شیوا بود که در جنبه متناقض ناوشکن و آفریننده همزمان ارائه می‌شود. این تأثیر به‌وضوح از جان یوهان گوتفرید هردر گذشت، که اندیشه هندو را در فلسفه تاریخ بشریت به فلسفه آلمانی آورد (Ideen zur Philosophie der Geschichte der Menschheit) (هردر ۱۷۹۰–۹۲)، به‌طور خاص جلد سوم، ص ۴۱–۶۴ از طریق آرتور شوپنهاور و شرق‌شناس فریدریش مایر از طریق نوشته‌های فردریش نیچه نیچه نمایانگر تخریب خلاق مدرنیته از طریق چهره اسطوره‌ای دیونیسوس است، چهره‌ای که او در عین حال «مخرب خلاق» و «خلاقانه مخرب» می‌دید.
فرمول‌های دیگر قرن نوزدهم این ایده شامل آنارشیست روسی میخائیل باکونین است که در سال ۱۸۴۲ نوشت: «اشتیاق به ویرانی یک اشتیاق خلاق است!» با این حال، توجه داشته باشید که این فرمول قبلی با دقت بیشتری می‌تواند «تخریب خلاق» نامیده شود، و با تمرکز خود بر تخریب فعال نظم اجتماعی و سیاسی موجود توسط عوامل انسانی (بر خلاف نیروهای سیستمی یا تضادها در مورد مارکس و یوزف شومپیتر مخالف است) با فرمول‌های مارکس و یوزف شومپیتر به شدت متفاوت است.

## اصول تخریب خلاق
- نوآوری: تخریب خلاق شامل معرفی ایده‌ها، محصولات و فناوری‌های جدیدی است که جایگزین موارد موجود می‌شوند در واقع نوآوری نیروی محرکه تخریب خلاق است.
- رقابت: فرآیند تخریب خلاق شامل رقابت شدید بین فناوری‌ها یا محصولات قدیمی و جدید است. محصولات یا فناوری‌های جدید باید اثبات کنند که بهتر و کارآمدتر از قدیمی‌ها هستند تا جایگزین آن‌ها شوند.
- کارآفرینی: کارآفرینی نیز برای فرآیند تخریب خلاق حیاتی است. کارآفرینانی که محصولات و فناوری‌های جدیدی توسعه می‌دهند و بازارهای موجود را مختل می‌کنند، عاملان تخریب خلاق هستند.
- سرمایه: اصل اساسی تخریب خلاق سرمایه است. ایجاد تغییرات نوآورانه گسترده اغلب گران است و شرکت‌ها باید آماده پذیرش ریسک مالی برای ایجاد این تغییرات باشند.

### محدودیت‌های تخریب خلاق
- با وجود اینکه تخریب خلاق می‌تواند به بسیاری از جنبه‌های مثبت رشد اقتصادی و نوآوری منجر شود، اما معایبی نیز دارد. به‌عنوان مثال، با جایگزینی صنایع و فناوری‌های قدیمی، مشاغلی ممکن است از بین بروند که می‌تواند به بیکاری و سختی برای کسانی که به‌دلیل ماهیت شغل قبلی‌شان مرتبط با صنعتی قدیمی بودند، منجر شود.
- مزایای تخریب خلاق ممکن است به‌طور مساوی توزیع نشود. ثروت و قدرت ممکن است در دستان تعداد کمی از افراد یا شرکت‌هایی که قادر به موفقیت در بازارهای جدید هستند، متمرکز شود.
- فرآیند تخریب خلاق ممکن است پیامدهای منفی زیست‌محیطی نیز داشته باشد. فناوری‌ها و محصولات جدید ممکن است تأثیرات زیست‌محیطی پیش‌بینی‌نشده‌ای داشته باشند و فرآیند جایگزینی فناوری‌های قدیمی با جدید ممکن است هزینه زیست‌محیطی را افزایش دهد.[۱۶]